# 恋文 〜私たちが愛した男〜
『恋文 〜私たちが愛した男〜』（こいぶみ わたしたちがあいしたおとこ）は、TBS系列で2003年10月8日から12月10日まで放送されたテレビドラマ。全10話。初回のみ15分拡大。平均視聴率8.6%。
原作は連城三紀彦の短編小説「恋文」で、ドラマ化に当たってストーリーを大幅に膨らませたものになっている。なお、この小説は1985年に『恋文』として映画化されている。

## キャスト
- 竹原将一：渡部篤郎
- 竹原郷子：水野美紀
- 田島江津子：和久井映見
- 若林誠：要潤
- 石塚圭子：国分佐智子
- 三上晴江：能世あんな
- 竹原優：泉澤祐希
- 江津子と将一の幼少時代の写真：尾崎千瑛、春山幹介
- 田島正造（江津子の叔父）：岡本信人（第4話）
- 辻美木子：いしだあゆみ
- 三田計作：寺尾聰

## テーマ曲
- 主題歌「柊」Do As Infinity
- イメージソング「In My Life」THE BEATLES

## スタッフ
- 原作：連城三紀彦
- 脚本：岡田惠和
- 音楽：REMEDIOS
- プロデュース：橋本孝、瀬戸口克陽
- 演出：新城毅彦、酒井聖博
- 制作：ドリマックス・テレビジョン、TBS

## サブタイトル
| 各話                                             | 放送日         | サブタイトル           | 演出     | 視聴率 |
| ------------------------------------------------ | -------------- | ---------------------- | -------- | ------ |
| 第1話                                            | 2003年10月08日 | 余命6ヶ月…命がけの嘘   | 新城毅彦 | 10.1%  |
| 第2話                                            | 2003年10月15日 | 別れ…最後の家族旅行    | 新城毅彦 | 10.3%  |
| 第3話                                            | 2003年10月22日 | 涙の告白…最後の誕生日  | 酒井聖博 | 7.6%   |
| 第4話                                            | 2003年10月29日 | 手術前夜の花嫁衣装     | 酒井聖博 | 7.0%   |
| 第5話                                            | 2003年11月05日 | 妻の反撃! 息子の逆襲   | 新城毅彦 | 8.6%   |
| 第6話                                            | 2003年11月12日 | 妻が離婚を決意する時   | 新城毅彦 | 10.1%  |
| 第7話                                            | 2003年11月19日 | 怒り爆発! 女VS女の対決 | 酒井聖博 | 9.0%   |
| 第8話                                            | 2003年11月26日 | さようなら…美木子さん  | 新城毅彦 | 8.5%   |
| 第9話                                            | 2003年12月03日 | 三人だけの結婚式       | 酒井聖博 | 5.0%   |
| 最終話                                           | 2003年12月10日 | 江津子逝く…そして…     | 新城毅彦 | 10.2%  |
| 平均視聴率・8.6%（ビデオリサーチ調べ・関東地区） |                |                        |          |        |

- 初回は15分拡大して放送。